# Hemipogon hatschbachii
Hemipogon hatschbachii är en oleanderväxtart som först beskrevs av Fontella och Marquete, och fick sitt nu gällande namn av Rapini. Hemipogon hatschbachii ingår i släktet Hemipogon och familjen oleanderväxter. Inga underarter finns listade i Catalogue of Life.